# Anghel Saligny (stacja metra)
Anghel Saligny – stacja metra w Bukareszcie, na linii M3, w sektorze 3. Stacja została otwarta 20 listopada 2008. Stanowi wschodni kraniec linii M3.